# جک لین
جک لین (انگلیسی: Jack Lane؛ 29 May 1898 – ژوئن ۱۹۸۴ (aged 86)) بازیکن فوتبال اهل بریتانیا بود.
از باشگاه‌هایی که در آن بازی کرده‌است می‌توان به باشگاه فوتبال برنتفورد، باشگاه فوتبال کریستال پالاس، باشگاه فوتبال چسترفیلد، و باشگاه فوتبال برنلی اشاره کرد.